# Bolgios
Bolgios, a veces llamado Belgios (latinizado como Belgius), fue un caudillo celta, que participó en la "Gran expedición" a Macedonia hacia el año 279 a. C., junto a Brennos y Kerethrios. Comandaba el ejército occidental. Derrotó a las tropas de Ptolomeo Keraunos, tomó a ese príncipe como prisionero y le dio muerte. Al parecer, después de esa victoria regresó a Galia. 
Es citado por Pompeyo Trogo, Marco Juniano Justino y Pausanias.